# Гордзежка
Гордзежка (пол. Hordzieżka) — село в Польщі, у гміні Адамув Луківського повіту Люблінського воєводства.
Населення — 370 осіб (2011).
У 1975-1998 роках село належало до Седлецького воєводства.

## Демографія
Демографічна структура станом на 31 березня 2011 року:
|          | Загалом | Допрацездатний вік | Працездатний вік | Постпрацездатний вік |
| -------- | ------- | ------------------ | ---------------- | -------------------- |
| Чоловіки | 184     | 38                 | 123              | 23                   |
| Жінки    | 186     | 33                 | 98               | 55                   |
| Разом    | 370     | 71                 | 221              | 78                   |